# Nausítoe
Nausítoe (en grec antic Ναυσιθόη) va ser, segons la mitologia grega, una de les cinquanta Nereides, filla de Nereu, un déu marí fill de Pontos, i de Doris, una nimfa filla d'Oceà i de Tetis. Tenia un únic germà, Nèrites.
De tots els autors que donen llistes de nereides, només en parla Apol·lodor. El seu nom, diu Apol·lodor, significa la nereida que protegeix les naus ràpides.